# Inga dolichantha
Inga dolichantha là một loài thực vật có hoa trong họ Đậu. Loài này được Uribe miêu tả khoa học đầu tiên.